# ビクター・リベラ
ビクター・リベラ（Victor Rivera、1944年5月25日 - ）は、プエルトリコ出身の元プロレスラー。
アフリカ系ラテンアメリカ人のベビーフェイスとして、WWWFやNWAロサンゼルス地区を主戦場に活躍した。生年は1943年ともされる。

## 来歴
少年時代の1954年に一家でアメリカのニューヨークに移住。同じプエルトリコ出身のペドロ・モラレスに憧れ、1964年に地元ニューヨークのWWWF圏でデビュー。以降、テキサス、ジョージア、カンザスなど各地を転戦し、1967年にはロサンゼルスのWWAにてモラレスとプエルトリカン・コンビを結成、7月29日にカール・ゴッチ&マイク・デビアスを下してWWA世界タッグ王座を獲得した。同年11月には日本プロレスに初来日している。
1969年にニューヨークへ凱旋。12月9日にトニー・マリノと組んでトール・タナカ&ミツ・アラカワを破り、WWWFインターナショナル・タッグ王座を獲得した。以降もWWWFではキラー・コワルスキー、ワルドー・フォン・エリック、ジョージ・スティール、エリック・ザ・レッド、イワン・コロフ、ザ・モンゴルズ（ジート・モンゴル&ベポ・モンゴル）などのヒールと対戦した。
翌1970年6月にモンゴルズに敗れてタイトルを失ってからは、WWAの後継プロモーションであるNWAロサンゼルス地区に定着。1972年12月1日、アーニー・ラッドから同地区のフラッグシップ・タイトルだったアメリカス・ヘビー級王座を奪取する。以降1980年代初頭にかけて、ブラック・ゴールドマン、テリー・ファンク、ジョン・トロスらを破り同王座を通算6回獲得した。
並行して古巣のWWWFにも参戦し、1975年5月13日にはドミニク・デヌーチとのコンビでバリアント・ブラザーズ（ジミー・バリアント&ジョニー・バリアント）からWWWF世界タッグ王座を奪取。以降、ボビー・ダンカン&ブッチャー・バションやザ・ブラックジャックス（ブラックジャック・マリガン&ブラックジャック・ランザ）などのチームを相手に防衛戦を行ったが、同年夏にWWWFを離脱して新団体のIWAに移籍、タッグ王座の後任にはパット・バレットが起用されることになった。
この間の1973年9月、新日本プロレスに初参戦してアントニオ猪木ともシングルマッチで対戦。以降も新日本の常連外国人となり、1976年4月開幕の第3回ワールドリーグ戦では坂口征二、キラー・カール・クラップと同点のリーグ戦2位の戦績を残した。また、最終戦の5月13日、大阪府立体育館にて盟友モラレスと組み、坂口&ストロング小林の北米タッグ王座にも挑戦している。新日本のリーグ戦では1979年4月の第2回MSGシリーズにも出場したが、このときは予選トーナメントで敗退し、決勝リーグに進むことはできなかった。
アメリカでは1976年下期にWWWFへ復帰、ミッドカードのポジションで活動していたが、1978年秋よりフレッド・ブラッシーをマネージャーに迎えてヒールに転向。同年10月14日にはフィラデルフィアにてボブ・バックランドのWWWFヘビー級王座に挑戦した。スパイロス・アリオン、バロン・シクルナ、スタン・スタージャックらをパートナーに、トニー・ガレア&ラリー・ズビスコが保持していたWWWF世界タッグ王座にも再三挑戦している。長年に渡ってベビーフェイスの黒人スターとして活躍してきたロサンゼルスでも、アレン・コージやジ・エンフォーサー、オックス・ベーカーなどのヒールと組んで観客のブーイングを浴びた。
1981年7月には全日本プロレスに来日、同月23日に富山県の魚津市総合体育館にて、ルーファス・ジョーンズと組んで佐藤昭雄&石川隆士のアジアタッグ王座に挑戦した。全日本には1982年10月にも参戦、これが最後の来日となった（日本には通算8回来日）。
1984年からは、ビンス・マクマホン・ジュニアの新体制下で全米サーキットを開始したWWFのロサンゼルス地区における興行に単発出場。その後1987年にACCWなる団体を主宰し、自らも同団体のヘビー級王者となって活動したが、1989年の団体崩壊に伴いプロレス業界から引退した。

## 得意技
- カリビアン・キャノンボール（Caribbean Cannonball）
- ドロップキック
- ヘッドバット

## 獲得タイトル
ワールドワイド・レスリング・アソシエーツ
- WWA世界タッグ王座：2回（w / ペドロ・モラレス）[4]

NWAハリウッド・レスリング
- NWAアメリカス・ヘビー級王座：6回[8]
- NWAアメリカス・タッグ王座：11回（w / ラウル・レイエス、ラウル・マタ、ポークチョップ・キャッシュ、ディノ・ブラボー、テリー・ソイヤー、シエン・カラス、チャボ・ゲレロ、テキサス・レッド、アレン・コージ×2、サルバトーレ・ベロモ）[18]
- NWA世界タッグ王座（ロサンゼルス版）：1回（w / エンフォーサー・ルシアーノ）[19]

ワールド・ワイド・レスリング・フェデレーション
- WWWFインターナショナル・タッグ王座：1回（w / トニー・マリノ）[6]
- WWWF世界タッグ王座：1回（w / ドミニク・デヌーチ）[9]

その他
- CPWヘビー級王座：1回
- ACCWヘビー級王座：3回